# Sutrio
Sutrio é uma comuna italiana da região do Friuli-Venezia Giulia, província de Udine, com cerca de 1.384 habitantes. Estende-se por uma área de 21 km², tendo uma densidade populacional de 66 hab/km². Faz fronteira com Arta Terme, Cercivento, Lauco, Ovaro, Paluzza, Ravascletto e Zuglio.

## Demografia
| Variação demográfica do município entre 1861 e 2011                               |
|                                                                                   |
| Fonte: Istituto Nazionale di Statistica (ISTAT) - Elaboração gráfica da Wikipedia |